# كولي إدرومينو
كولي إدرومينو Kolë Idromeno (1860 – 1939) هو رسام ونحات ومصور ومهندس معماري ألباني.
ولد في شكودر وتعلم مبادئ التصوير الفوتغرافي على يد بيترو ماروبي. ثم درس الفن في أكاديمية الفنون الجميلة في البندقية في عام 1876. ثم عاد إلى ألبانيا وعمل في مجالات الرسم والتصوير والنحت والهندسة المعمارية.
ظهرت أعماله للمرة الأولى في معرض فني في شكودر عام 1923، وتوجد له بعض الأعمال في المعرض الوطني الأول في تيرانا عام 1931.
وكان الرسام الألباني الأول الذي ساهم في الرسوم المتحركة عام 1912. أما عمله الأكثر شهرة هو «نغمة موترا» Motra Tune. وتوجد أعماله حاليا في متحف ميزوراج في تيرانا.